# Deliblatska peščara

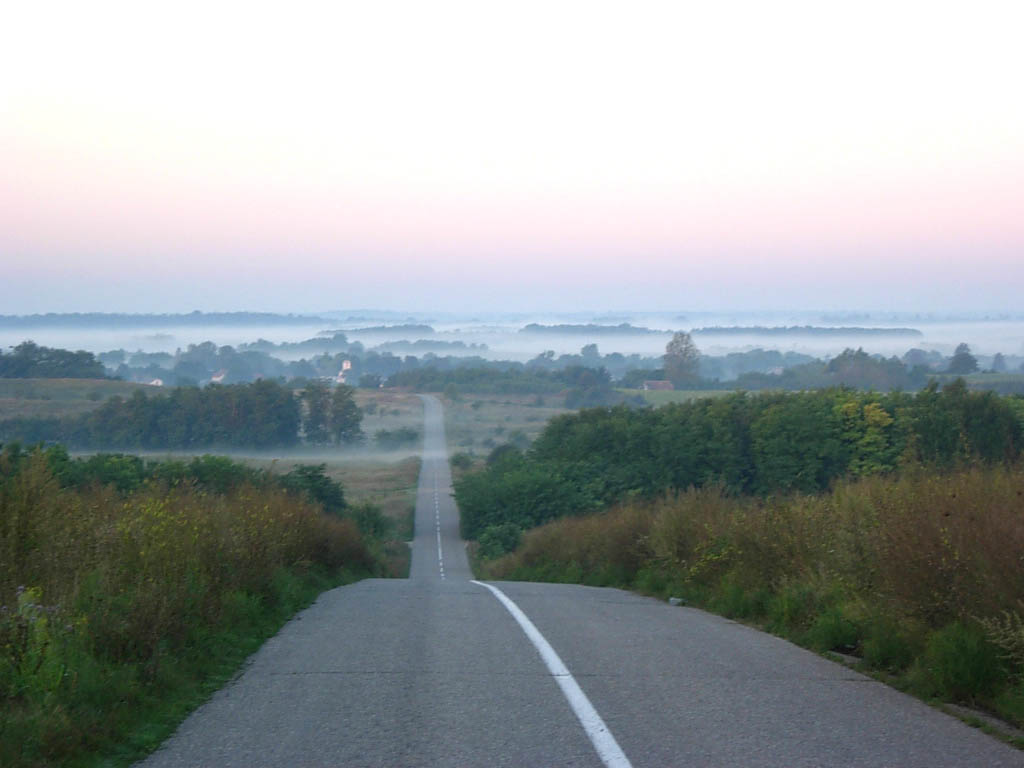
Mañana neblinosa en el Deliblatska Peščara.

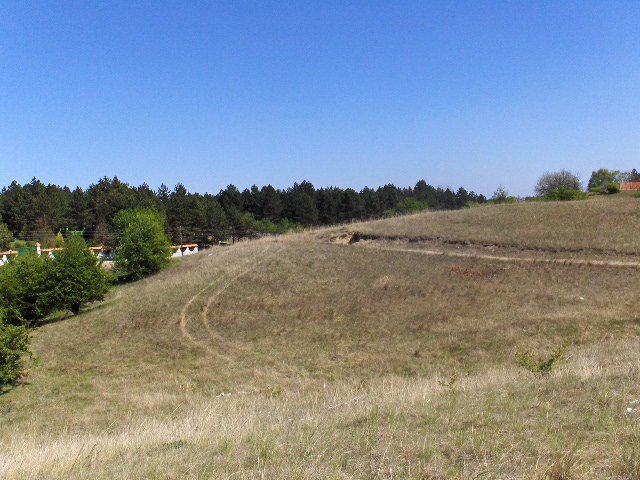
Terreno ondulado del Deliblatska Peščara.

Deliblatska Peščara (Делиблатска Пешчара) o Arena de Deliblato es una gran zona de arena situada en la provincia de Voivodina, Serbia. Se encuentra en el sur del Banato (principalmente en el Distrito de Banato del Sur, con una parte más pequeña en el Distrito de Banato Central). La arena recibe su nombre del pueblo de Deliblato, que se encuentra en el municipio de Kovin. 
Deliblatska Peščara es el terreno más grande arenoso en Europa, en el pasado fue parte de un vasto desierto prehistórico. Se originó por la retirada del mar de Panonia. Debido a su bosque y sus alrededores, fue proclamada como reserva natural especial. También es un área de caza exclusiva para cazadores que provienen de países europeos de Occidente.